# Axel Alarik
Axel Henning Alarik, född 22 april 1881 i Striberg, Örebro län, död 1977, var en svensk bergsingenjör och företagsledare.
Alarik utexaminerades 1901 från Örebro tekniska elementarskola och studerade 1902–1904 vid Kungliga tekniska högskolan och Bergshögskolan. Han var 1918–1947 verkställande direktör för AB Svartviks gruvor. Han invaldes 1946 som ledamot av Ingenjörsvetenskapsakademien.
Han var son till gruvingenjör Alarik Larson och bror till Maria Alarik, som var gift med Algot Goldkuhl.